# 스트라이크 위치스의 등장인물 목록

## 제501통합전투항공단 스트라이크 위치스
주둔지: 브리타니아 포크스턴 → 로마냐 왕국 페스카라
미야후지 요시카
일본어: 宮藤 芳佳 Yoshika Miyafuji[*]
성우 - 후쿠엔 미사토 / 셰러미 리
나이 14세(애니판에서는 이야기가 시작하는 1944년 시점의 나이), 키 150cm, 생일 8월 18일.
소속은 후소황국 해군 파견 유럽함대 제24항공전대 288항공대, 계급은 중사.
TVA 1기 [중사] TVA 2기 [중사] 극장판 [소위]
프란체스카 루키니
이탈리아어: Francesca Lucchini
성우 - 사이토 치와 / 트리나 니시무라
나이 12세, 키 148cm, 생일 12월 24일.
소속은 로마냐 공국 공군 제4비행단 제10항공군 제90비행단, 계급은 소위.
피에레트앙리에타 "페린느" 클로스테르망
프랑스어: Pierrette-Henriette "Perrine" Clostermann
성우 - 사와시로 미유키 / 제이드 색스턴
나이 15세, 키 152cm, 생일 2월 28일.
소속은 자유 갈리아 공군 제602비행대, 계급은 중위.
리네트 "리네" 비숍
영어: Lynette "Lynne" Bishop
성우 - 나즈카 카오리 / 케이트 브리스톨
나이 15세, 키 156cm, 생일 6월 11일.
소속은 브리타니아 공군 제11전투기단 610전투기 중대, 계급은 중사(TVA1기) → 상사(TVA 2기
미나디틀린데 "퓌르스틴" 빌케
독일어: Minna-Dietlinde "Fürstin" Wilcke
성우 - 타나카 리에 / 아나스타샤 무뇨스
나이 18세, 키 165cm, 생일 3월 11일.
소속은 카를스란트 공군 JG3 비행단 사령관, 계급은 중령.
에리카 "프라우" 하르트만
독일어: Erica "Frau" Hartmann
성우 - 노가와 사쿠라 / 루시 크리스천
나이 16세, 키 154cm, 생일 4월 19일.
소속은 카를스란트 공군 JG52, 계급은 중위.
초인적인 전투 감각을 가진, 네우로이 격추 수 200기(이후 250기)를 이상의 부대 내 톱 에이스. 그러나 자신의 능력을 과신하지 않고, 전투에서 편대를 구성한 이래 한 번도 격추된 일이 없다. 그러나 평소에는 게으른 성격이어서 언제나 나른한 표정을 짓고 방 청소도 잘 하지 않고 있다. 격식을 싫어해서 상관의 말을 잘 듣지 않다가 여러 차례 방에서 근신하는 처벌을 받았다.
마법으로 대기와 에테르를 조종해 몸 주변에 강력한 바람을 발생시킬 수 있다. 공중전의 기동 보조 등 비행 마법의 일부로 사용하거나, 바람을 발생하면서 회전비행을 해서 자기 자신을 '충격파 토네이도'로 써 적을 격파, 교란한다. 이 기술을 사용할 때 '슈투름'이라고 외치는 것은 카를스란트어(현실 세계에선 독일어)에서 말하는 '폭풍우(Sturm)'를 의미한다.
모델은 구 독일 공군의 통칭 '검은 악마'라는 사상 최다 격추왕 에리히 하르트만(격추 352).
게르트루트 "트루데" 바르크호른
독일어: Gertrud "Trude" Barkhorn
성우 - 소노자키 미에 / 스테퍼니 셰이
나이 18세, 키 162cm, 생일 3월 20일.
소속 카를스란트 공군 JG52 제2비행대 사령관, 계급은 대위.
사카모토 미오
일본어: 坂本 美緒 Mio Sakamoto[*]
성우 - 치바 사에코(TVA 1기) → 세토 사오리(TVA 2기) / 키라 빈센트데이비스
나이 19세, 키 165cm, 생일 8월 26일.
소속은 후소황국 해군 파견 유럽함대 제24항공전대 288항공대, 계급은 소령(OVA에서는 소위). 24 항공전대의 교관이다.
샬럿 엘윈 "셜리" 예거
영어: Charlotte Elwyn "Shirley" Yeager
성우 - 코시미즈 아미 / 제이미 마키
나이 16세, 키 167cm, 생일 2월 13일.
소속 리베리온 미국 제8항공군 제357전투비행군 제363전투비행대, 계급은 대위.
에일라 일마타르 "일루" 유틸라이넨
핀란드어: Eila Ilmatar "Illu" Juutilainen
성우 - 오하시 아유루 (애니메이션 1기에서는 '나카이 에리카'라는 이름으로 활동) / 케이틀린 글래스
나이 15세, 키 160cm, 생일 2월 21일.
소속 수오무스 공군 비행 제24전대, 계급은 소위(TVA 1기) → 중위(TVA 2기)
알렉산드라 블라디미로브나 "사냐" 리트뱌크
러시아어: Александра Владимировна "Саня" Литвяк
성우 - 카도와키 마이 / 제니퍼 포레스터
나이 13세, 키 152cm, 생일 8월 18일.
소속 오라샤 육군 586전투기 연대, 계급은 중위.

## 제502통합전투항공단 브레이브 위치스
주둔지: 오라샤 제국 페테르부르크
군들라 랄
독일어: Gundula Rall
성우 - 사토 리나
알렉산드라 이바노브나 포크리시킨
러시아어: Александра Ивановна Покрышкин
성우 - 하라 유미
발트루트 크루핀스키
독일어: Waltrud Krupinski
성우 - 이시다 카요
조르제트 르마르
프랑스어: Georgette Lemare
성우 - 테루이 하루카
칸노 나오에 "나오"
일본어: 管野 直枝 Naoe "Nao" Kanno[*]
성우 - 무라카와 리에
시모하라 사다코
일본어: 下原 定子 Sadako Shimahara[*]
성우 - 미즈타니 마린
에디타 로스만
독일어: Edytha Roßmann
성우 - 이가라시 히로미
니카 에드바르디네 "니파" 카타야이넨
핀란드어: Nikka Edvardine "Nipa" Katajainen
성우 - 타카모리 나츠미
아우로라 E. 유틸라이넨
핀란드어: Aurora E. Juutilainen

## 제503통합전투항공단 타이푼 위치스
주둔지: 오라샤 제국 첼랴빈스크
브로니슬라바 페오크티스토브나 사포노프
러시아어: Бронислава Феоктистовна Сафонов
후베르타 폰 보닌
독일어:  Huberta von Bonin 
발트라우트 노보트니
독일어: Waltraud Nowotny
갈리나 드미트리예브나 코스틸레프
러시아어: Галина Дмитриевна Костылёв
알렉산드라 세르뱌네스쿠
루마니아어: Alexandra Şerbănescu
로잘리 드 라 포와프
프랑스어: Rosalie de La Poype
오틸리에 키텔
독일어: Ottilie Kittel
카와구치 후미요
일본어: 川口 文代 Fumiyo Kawaguchi[*]

## 제504통합전투항공단 아르더 위치스
주둔지: 로마냐 왕국 모처
페데리카 N. 도글리오
이탈리아어: Federica N. Doglio
타케이 준코
일본어: 竹井 醇子 Junko Takei[*]
도미니카 S. 젠틸레
영어:  Dominica S. Gentile
제인 T. 고드프리
영어: Jane T. Godfrey
패트리샤 "패티" 셰이드
영어: Patricia "Patti" Schade
페르난도 말베치페르나디아 말베치
이탈리아어: Fernandia Malvezzi
앙겔라 살라스 라라사발
스페인어: Angela Salas Larrazabal
스와 아마키
일본어: 諏訪 天姫 Amaki Swa[*]
나카지마 니시키
일본어: 中島 錦 Nishiki Nakajima[*]
루치아나 마체이
이탈리아어: Luciana Mazzei
마르티나 크레스피
이탈리아어: Martina Crespi
스와 고시키
일본어: 諏訪 五色 Goshiki Swa[*]
나카지마 하야테
일본어: 中島 疾風 Hayate Nakajima[*]

## 제505통합전투항공단 미라주 위치스
주둔지: 카스피해 아프셰론 반도
그레테 M. 골로프
독일어: Grete M. Gollob
알렉산드라 바실리예브나 "알랴" 알레류힌
러시아어: Александра Васильевна Алелюхин
콘스탄티아 칸타쿠치노
루마니아어: Constantia Cantacuzino
스토야나 스토야노바
불가리아어: Stoyana Stoyanov
바실리사 M. 바실랴브리스
그리스어: Vasilissa M. Vassiliades
이누후사 유노
일본어: 犬房 由乃 Yuno Inufusa[*]
쿠로에 아야카
일본어: 黒江 綾香 Ayaka Kuroe[*]

## 제506통합전투항공단 노블 위치스
주둔지: 갈리아 세당, 디종
로잘리 드 엠리코트 드 그륀느
프랑스어:  Rosalie de Hemricourt de Grunne
하인리케 추 자인비트겐슈타인 공녀
독일어:  Heinrike Prinzessin zu Sayn-Wittgenstein
아드리아나 비스콘티
이탈리아어:  Adriana Visconti 
쿠로다 쿠니카
일본어: 黒田 那佳 Kunika Kuroda[*]
이자벨 뒤 몽소 드 베르겡달
프랑스어:  Isabelle du Monceau de Bergendal
지나 프레디
영어: Geena Preddy
마리안 칼
영어: Marian Carl
제니퍼 드블랑크
영어: Jennifer DeBlanc
칼라 J. 룩시크
영어: Carla J. Luksic
카를라 폰 로젠
독일어:  Carla von Rosen 

## 제507통합전투항공단 사일런트 위치스
주둔지: 수오무스 공화국 카우하바
아나부키 토모코
일본어: 穴拭 智子 Tomoko Anabuki[*]
엘리자베스 프레데리카 뷰링
영어: Elizabeth Frederica Beurling
엘마 레이보넨
핀란드어: Elma Leivonen
주세피나 첸니
이탈리아어: Giuseppina Cenni
캐서린 오헤어
영어:  Katharine O'Hare 
우르술라 하르트만
독일어: Ursula Hartmann
사코미즈 하루카
일본어: 迫水 ハルカ Haruka Sakomizu[*]

## 제508통합전투항공단 마이티 위치스
주둔지: 대서양 해상(USS 엔터프라이즈, HMS 빅토리어스, 쇼카쿠)
제인 S. 타치
영어:  Jane S. Thach
신도우 미에
일본어: 新藤 美枝 Mie Shindou[*]
카리부치 타카미
일본어: 雁淵 孝美 Takami Karibuchi[*]
델리아 M. 제람
영어: Delia M. Jeram
세실리아 E. 해리스
영어: Cecilia E. Harris
제이미 E. 스웨트
영어: Jamie E. Swett
도로시 베이커
영어: Dorothy Baker
마츠다 쇼코
일본어: 松田 昌子 Shouko Matsuda[*]
코무라 사다에
일본어: 小村 定恵 Sadae Komura[*]

## 제31통합전투중대 슈토름 위치스
주둔지: 북아프리카 전역
카토 케이코
일본어: 加東 圭子 Keiko Katou[*]
한나유스티나 발리아 로잘린트 지클린데 마르세이
독일어: Hanna-Justina Wallia Rosalind Sieglinde Marseille
라이자 푀트겐
독일어: Raisa Pöttgen
이나가키 마미
일본어: 稲垣 真美 Mami Inagaki[*]
키타노 후루코
일본어: 北野 古子 Furuko Kitano[*]
마틸다 P. 레투쿠
독일어: Matilda P. Letuku

## 1944년 현재 소속 불명
아돌피네 갈란트
독일어: Adolfine Galland
헬마 레나르츠
독일어: Helma Lennartz
미카 아호넨
핀란드어: Mika Ahonen
와카모토 테츠코
일본어: 若本 徹子 Tetsuko Wakamoto[*]
테레자 마르티놀리
이탈리아어: Teresa Martinoli
한나 헤르타 "하세" 빈드
핀란드어: Hanna Hertta "Hasse" Wind
카를라 루스폴리
이탈리아어: Carla Ruspoli
라우라 빌헬미나 니시넨
핀란드어: Laura Vilhelmina Nissinen
오즈발다 뵐케
독일어: Oswalda Boelcke
미니 비숍
영어: Minnie Bishop
돌로레스 베이더
영어: Dolores Bader
페라 묄더스
독일어: Vera Mölders
스와 마스즈
일본어: 諏訪 真寿々 Masuzu Swa[*]
벤델린 슈뢰어
독일어: Wendelin Schröer
요하나 비제
독일어: Johanna Wiese
키타고 후미카
일본어: 北郷 章香 Fumika Kitagō[*]
에토 토시코
일본어: 江藤 敏子 Toshiko Etou[*]
하이데마리 W. 슈나우퍼
독일어: Heidemarie W. Schnaufer
핫토리 시즈카
일본어: 服部 静夏 Shizuka Hattori[*]
헬미나 렌트
독일어: Helmina Lent
에이니 안티아 루카넨
핀란드어: Eini Antia Luukkanen
에리카 륄뤼
핀란드어: Erika Lyly

## 실존 인물
알베르트 케셀링
독일어: Albert Kesselring
에른스트 요아힘 롬멜
독일어: Ernst Joachim Rommel
빌헬름 바흐
독일어: Wilhelm Bach
가만 압델 나세르
아랍어: Gaman Abdel Nasser
윈스턴 처칠
영어: Winston Churchill
트레버 말로니
영어: Trevor Maloney
휴고 다우딩 남작
영어: Baron Hugo Dowding
아서 테더 남작
영어: Baron Arthur Tedder
해럴드 알렉산더 백작
영어: Earl Harold Alexander
버나드 로 몽고메리
영어: Bernard Law Montgomery
토머스 에드워드 로런스
영어: Thomas Edward Lawrence
칼 구스타프 에밀 만네르헤임 남작
스웨덴어: Friherre Carl Gustaf Emil Mannerheim
마리아 피아 디 로마냐 공주
이탈리아어: Principessa Maria Pier Di Romagna
조지 말로니
영어: George Maloney
에드먼드 퍼시벌 힐러리
영어: Edmund Percival Hillary
오자와 지사부로
일본어: 小澤 治三郞 Zisaburō Ozawa[*]
조지 스미스 패튼
영어: George Smith Patton
드와이트 데이비드 "아이크" 아이젠하워
영어: Dwight David "Ike" Eisenhower